# Isao
Isao (jap. いさお, イサオ) – męskie imię japońskie, bardzo popularne w erze Shōwa.

## Możliwa pisownia
Isao można zapisać używając wielu różnych znaków kanji i może znaczyć m.in.:
- 勲, „zasłużony”[1] (występuje też inna wymowa tego imienia: Isamu)
- 功, „osiągnięcia”
- 績, „wyczyny”
- 公, „publiczny”
- 勇夫, „odważny, mężczyzna”
- 勇雄, „odważny, męski”
- 伊佐夫
- 伊佐雄
- 伊三男

## Znane osoby
- Isao Aoki (功), japoński golfista
- Isao Hikawa (勲), japoński piosenkarz
- Isao Homma (勲), japoński piłkarz, grający dla Albirex Niigata
- Isao Inokuma (功), japoński judoka
- Isao Kimura (功), japoński aktor
- Isao Kubota (勲), japoński piłkarz
- Isao Okano (功), japoński judoka
- Isao Sasaki (功）, japoński seiyū i piosenkarz
- Isao Takahata (勲), japoński reżyser anime
- Isao Tamagawa (伊佐男), japoński aktor
- Isao Tomita (勲), japoński kompozytor muzyki elektronicznej
- Isao Yoneda (功),japoński gimnastyk
- Isao Yukisada (勲), japoński reżyser filmowy

## Postacie fikcyjne
- Isao Ohta (功), bohater mangi i anime Mobile Police Patlabor